# The Librarians
The Librarians är en amerikansk äventyrs/fantasyserie som sändes av TNT mellan 2014 och 2018.
Serien är en spinoff från filmerna om The Librarian.

## Handling
Djupt nere i de mörka källargångarna under biblioteket döljer sig ett hemligt förvaringsställe för ovärderliga konstskatter. En urgammal organisation kallad The Librarians vakar över dem, löser nya mysterier och letar upp försvunna  artefakter.

## Rollista i urval
- Rebecca Romijn – Eve Baird
- Christian Kane – Jake Stone
- Lindy Booth - Cassandra Cillian
- John Harlan Kim – Ezekiel Jones
- John Larroquette – Jenkins
- Noah Wyle - Flynn Carsen
- Jane Curtin - Charlene